# Moschettieri del Duce
I moschettieri del Duce erano un reparto scelto della Milizia Volontaria per la Sicurezza Nazionale (MVSN) fondato da Mussolini l'11 febbraio 1923 con funzioni di guardia d'onore.
Compito dei Moschettieri era di fungere da littori dell'insegna di comando del Duce, disimpegnare servizio di guardia a Palazzo Venezia, presenziare alle parate ufficiali del regime e fornire il servizio di sicurezza interno durante le riunioni del Gran Consiglio del Fascismo.
Il corpo venne sciolto con apposita circolare nel 1940, onde permettere ai moschettieri di arruolarsi per servire l'Italia nella seconda guerra mondiale.

## Storia
Le vicende relative al corpo dei moschettieri del Duce sono strettamente legate a quelle della Milizia Volontaria per la Sicurezza Nazionale (MVSN) istituita nel corso della seduta del Gran Consiglio del Fascismo del 12 gennaio 1923. Un mese dopo la fondazione della milizia ordinaria (11 febbraio), Benito Mussolini (su idea di Gino Calza Bini, all'epoca leader del fascio romano e laziale) fondò la prima Moschetteria per stringere intorno alla propria persona un corpo di fedelissimi appositamente scelti tra i suoi seguaci più degni, selezionati in base alla loro fedeltà ed alla loro discrezione (silenziosi e fedeli).
Corpo prettamente cerimoniale, i Moschettieri del Duce nascevano per fornire Mussolini di una guardia d'onore paragonabile ai Corazzieri del Re d'Italia. All'entrata dell'Italia nella seconda guerra mondiale (1940), volendo i moschettieri arruolarsi, il corpo venne sciolto con apposita circolare. In realtà, si continuò però a parlare di Moschettieri del Duce fino all'armistizio del 1943.

## Organizzazione
Alla fine del loro processo evolutivo, nel 1937, i Moschettieri del Duce erano organizzati in squadre di cinque uomini al comando di un moschettiere scelto. Sei squadre formavano un manipolo ed il totale dei sei manipoli esistenti formava il reparto dei Moschettieri del Duce: 180 effettivi in tutto. Nel 1938, durante la visita a Roma di Adolf Hitler, gli effettivi della Moschetteria vennero portati a 200 per sopperire ai bisogni formali dell'evento.
Gerarchicamente, i moschettieri dipendevano direttamente dal comando generale della MVSN e avevano dei locali presso la caserma di viale Romania come comando, fureria e magazzino.
Gli aspiranti moschettieri del Duce dovevano presentare regolare domanda di arruolamento ed erano sottoposti ad una selezione rigidissima. Requisiti fondamentali erano il curriculum da ex-ufficiale di complemento e l'impiego fisso (professionista, impiegato o dirigente). Tutti i moschettieri avevano quindi una professione ed un lavoro e prestavano servizio a turno, nel tempo libero, senza percepire alcuna forma di reddito per le mansioni svolte.

## Uniforme

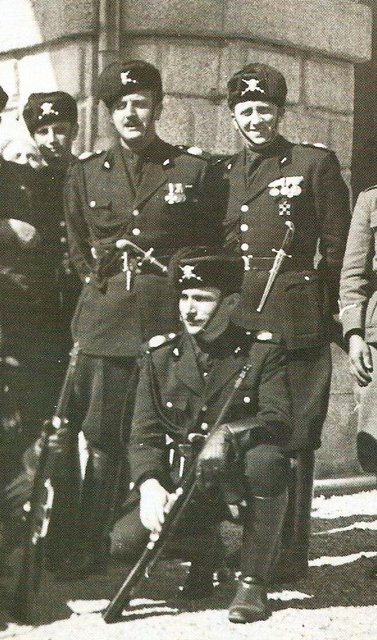
Moschettieri del Duce in alta uniforme

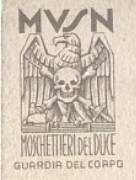

Quello dei Moschettieri del Duce fu un equipaggiamento piuttosto particolare:
- l'uniforme dei moschettieri, confezionata a spese della Segreteria del Duce dalla Sartoria Principato, sviluppava dal modello dell'uniforme in uso alla MVSN. Caratteristica precipua dei moschettieri era il fregio in argento del fez, un teschio sopra due fioretti incrociati;
- il distintivo da utilizzarsi su abiti civili con attacco a spillo verticale misura 39 mm × 17 mm, la  scritta MVSN con in rilievo il simbolo dei moschettieri ed in basso la scritta MOSCHETTIERI DEL DUCE - Guardia del Corpo. Sul retro il marchio dello stabilimento Stefano Johnson di Milano, con numero di assegnazione.
- il fucile d'ordinanza era una versione speciale del moschetto per cavalleria, il Moschetto Mod. 91 per Moschettieri del Duce: aveva le parti in metallo cromate e quelle in legno scure;
- l'arma bianca d'ordinanza dei Moschettieri era il pugnale MVSN Mod. 23 con lunga lama diritta, a sezione triangolare, a doppio taglio, guardia a croce e pomo storto rispetto all'impugnatura, come fosse quello di una sciabola.

L'uniforme era conservata a casa da ogni moschettiere insieme al pugnale; il moschetto era invece conservato presso l'armeria del corpo.

## Compiti
- Guardia personale del Duce a Palazzo Venezia;
- L'11 febbraio di ogni anno, i moschettieri marciavano con l'insegna nera del duce e la scorta da viale Romania a piazza Venezia, per celebrare l'anniversario della costituzione del reparto;
- Ottantuno moschettieri, scelti tra i più abili nel passo romano, prendevano parte alle cerimonie ufficiali del fascismo;
- Dodici moschettieri, armati di pugnale, prestavano servizio all'interno di palazzo Venezia durante le riunioni del Gran Consiglio del Fascismo.